# Frederick Wolters
Frederick Wolters   (San Francisco, 14 de juny de 1904 - San Leandro, 29 de desembre de 1990) va ser un jugador d'hoquei sobre herba estatunidenc que va competir durant la dècada de 1930.
El 1932 va prendre part en els Jocs Olímpics de Los Angeles, on va guanyar la medalla de bronze com a membre de l'equip estatunidenc en la competició d'hoquei sobre herba.